# Visitação (Tintoretto, Bologna)
Visitação é uma pintura a óleo sobre tela do mestre veneziano Jacopo Tintoretto realizada cerca de 1550 e que se encontra na Pinacoteca Nacional de Bolonha.
A obra representa o episódio bíblico da visita de Maria, grávida de Jesus, à sua prima Isabel que era muito mais velha e que estava igualmente perto de dar à luz João Baptista.

## Descrição
A pintura apresenta o reencontro das duas primas, a Virgem Maria e Santa Isabel, à entrada da casa desta num acesso inclinado em terra. A Virgem que vem da esquerda enverga um saiote rosa, um vestido azul escuro e uma capa da mesma cor do saiote e na cabeça tem um véu. Isabel usa saiote claro e um vestido de tom avermelhado e um véu claro, e estende as mãos para receber e como que para amparar Maria.
As primeiras palavras de saudação de Isabel são uma confirmação a Maria da própria Anunciação e estão inscritas no plinto rochoso a seus pés: "Bendita és tu entre as mulheres." Da mesma forma, as palavras de abertura do Magnificat, a canção de louvor de Maria, estão inscritas aos seus próprios pés: "A minha alma engrandece ao Senhor." Para deixar espaço para a ressonância destas palavras, Tintoretto retrata Maria e Isabel cumprimentando-se ainda separadas e não abraçadas ou beijando-se.
Atrás de Maria vem o esposo, São José amparado a um cajado e mais atrás uma acompanhante com ar de expectativa. Zacarias, o marido de Isabel, está do lado da casa, mas num plano inferior, apoiado numa bengala, representando a sua idade avançada tal como a da sua esposa, e na entrada da casa está uma jovem com um semblante algo distante.
Provavelmente datado de cerca de 1550, esta obra do veneziano Tintoretto caracteriza-se pelas amplas proporções e pela força plástica das figuras da Virgem e Santa Isabel que sobressaem na cena.

Fazendo o enquadramento desta pintura de Tintoretto junto das que a rodeiam, a Pinacoteca de Bolonha refere que "A sala, que conclui o percurso renascentista, apresenta interessantes exemplos da pintura veneziana como .... a Visitação de Tintoretto, obra importante para a educação estética dos jovens Carracci", sendo a família Carracci referida atendendo à sua importância no nascimento do movimento artístico conhecido como o Barroco na segunda metade do século XVI.